# Топчикали
Топчикали (пол. Topczykały) — село в Польщі, у гміні Орля Більського повіту Підляського воєводства. Населення — 87 осіб (2011).

## Історія
Вперше згадується на початку XVI століття як власність Івана Рязанця. Пізніше входило до складу Орденської волості. У 1577 році село займало 38,5 волоки землі, у ньому діяли 2 корчми.
У 1975—1998 роках село належало до Білостоцького воєводства.

## Демографія
Демографічна структура станом на 31 березня 2011 року:
|          | Загалом | Допрацездатний вік | Працездатний вік | Постпрацездатний вік |
| -------- | ------- | ------------------ | ---------------- | -------------------- |
| Чоловіки | 41      | 4                  | 22               | 15                   |
| Жінки    | 46      | 5                  | 11               | 30                   |
| Разом    | 87      | 9                  | 33               | 45                   |